# Gukkesbaktesjön
Gukkesbaktesjön är en sjö i Sorsele kommun i Lappland och ingår i Umeälvens huvudavrinningsområde. Sjön har en area på 0,209 kvadratkilometer och ligger 675,2 meter över havet. Gukkesbaktesjön ligger i Vindelfjällen Natura 2000-område.

## Delavrinningsområde
Gukkesbaktesjön ingår i det delavrinningsområde (729685-150519) som SMHI kallar för Utloppet av Garnoken. Medelhöjden är 763 meter över havet och ytan är 18,26 kvadratkilometer. Det finns inga avrinningsområden uppströms utan avrinningsområdet är högsta punkten. Vattendraget som avvattnar avrinningsområdet har biflödesordning 3, vilket innebär att vattnet flödar genom totalt 3 vattendrag innan det når havet efter 369 kilometer. Avrinningsområdet består mestadels av skog (51 procent) och kalfjäll (44 procent). Avrinningsområdet har 0,85 kvadratkilometer vattenytor vilket ger det en sjöprocent på 4,6 procent.